# Футани
Фута́ни (итал. Futani) — коммуна в Италии, располагается в области Кампания, в провинции Салерно.
Население коммуны составляет 1280 человек (2008 г.), плотность населения ─ 91 чел./км². Занимает площадь 14 км². Почтовый индекс — 84050. Телефонный код — 0974.
Покровителями коммуны почитаются святой апостол и евангелист Марк, празднование 25 апреля, и святая Анна, празднование 26 июля.

## Демография
Динамика населения:

## Администрация коммуны
- Официальный сайт: http://www.comune.futani.sa.it